# 陽炎 (フジファブリックの曲)
『陽炎』（かげろう）は、日本のバンド・フジファブリックの通算2枚目のシングル。

## 解説
- 四季を基調に作られた連作シングルの2作目。テーマは夏、ワープ。
- CD-EXTRA仕様で、ライヴ版「陽炎」を収録。

## 収録曲
- 全作詞／全作曲：志村正彦、全編曲：フジファブリック

1. 陽炎［4：56］
テレビ神奈川『saku saku』2004年7月度オープニング曲。バンド初のタイアップとなった。
間奏のギターソロは幾つか録られたパターンのテープを全て逆回転し、再構成したもの。プロデューサーの片寄明人のアイデアである。
PVは「故郷を思い出させる詩の世界を作る」というコンセプトで制作され、重松カシアが出演した。監督は前作から引き続きスミスが務めている。
2. NAGISAにて［3：12］
PVが存在するが、2019年1月現在『FAB CLIPS』シリーズには未収録である。